# Villamediana
Villamediana is een gemeente in de Spaanse provincie Palencia in de regio Castilië en León met een oppervlakte van 58,13 km². Villamediana telt 183 inwoners (1 januari 2016).

## Demografische ontwikkeling
Bron: INE, 1857-2011: volkstellingen